# Elaine Silburn
Elaine Silburn (verheiratete Young; * 29. Juli 1928 in Victoria, British Columbia; † November 2022) war eine kanadische Weit- und Hochspringerin sowie Sprinterin.
1948 schied sie bei den Olympischen Spielen in London im Weitsprung in der Qualifikation aus und kam im Hochsprung auf den 19. Platz.
Bei den British Empire Games 1950 in Auckland gewann sie Bronze mit der kanadischen 660-Yards-Stafette. Im Weit- und Hochsprung wurde sie jeweils Fünfte, über 220 Yards schied sie im Vorlauf aus.
Von 1947 bis 1949 wurde sie dreimal in Folge Kanadische Meisterin im Weitsprung.

## Persönliche Bestleistungen
- Weitsprung: 5,60 m, 24. Februar 1950, Timaru
- Hochsprung: 1,55 m, 1948